# La Vie Bidim d'Ambrosia Nelson
La Vie Bidim d'Ambrosia Nelson est un roman de Marie-George Thébia, professeure et écrivaine guyanaise, qui décrit la vie d'Ambrosia, une jeune guyanaise installée en métropole de la guerre d'Algérie au milieu des années 90. L'histoire avec un grand H rejoint l'histoire intime.

## Contexte
Après Bois d'ébène et autres nouvelles en 2011, La Vie Bidim d'Abromsia Nelson est le premier roman de Marie-George Thébia, publié chez L'Harmattan en 2016. Cette même année il est nommé pour le prix Carbet.  
Elle relate l'histoire de la jeune Ambrosia Nelson, de Régina, qui connait différents aléas de la vie et lui font devenir une femme forte. À travers cette œuvre, l'auteur a voulu rendre hommage à ces femmes fortes, "poto mitan", de Guyane, qui ont traversé bon nombre de péripéties dans leurs vies et se sont relevées. À la fin de son roman, des définitions, de différentes femmes guyanaises donnent leur propre point de vue de ce qu'est et représente la femme forte guyanaise. 
Le récit mêle l'histoire de la Guyane des années 50 à nos jours en décrivant l'influence de la guerre d'Algérie sur la société française et les grands bouleversements qu'elle traverse. Ambrosia Nelson subit la violence des hommes et la surmonte grâce à des rencontres salvatrices.

## Résumé
Le roman narre le destin d'Ambrosia Nelson, fille de cultivateurs originaires de Régina dans le littoral Est guyanais. Elle est confrontée à son jeune âge, à la violence des hommes, à des amours impossibles et un érotisme à fleur de peau. Ambroise traverse des moments monstrueux, mais, toujours, se bat et ne baisse pas les bras devant les obstacles.  
Son père, Érasme, voulait que sa fille soit forte. Il l'élève jusqu'à son certificat d'études. Elle obtient un premier prix en orthographe et en mathématiques. À 10 ans, elle adore lire et la liberté des livres - ses trésors - connaissant George Sand, Maupassant, Zola. Elle accumule des livres qui lui donnent une maturité intellectuelle sans égale.
Au milieu de moments de joies, de désespoirs, de défaites et de grandes victoires, elle fait grandir un fils, Pierre, qui devient un homme bien. Sa vie est aussi jalonnée de belles rencontres.
Ambrosia est une femme qui refuse d'être une victime. Cette femme djok, comme on dit en Guyane, on est malmenée par les Bidim de la vie.

## Les personnages principaux
- Ambrosia : le personnage principal du roman, originaire de la Guyane et passionnée par les livres.
- Maurice : le mari d'Ambrosia, d'origine antillaise. Peu instruit, amant fougueux et ensuite violent, il est le père de Pierre, leur fils.
- Zohra : Syndicaliste et amie de Ambrosia. Elle fait la rencontre d'Ambrosia dans le métro, le jour de son arrivée en France, et confond Ambrosia à une maghrébine qu'elle suit jusqu'au bureau de l'emploi. Elles se perdent de vue et se retrouvent comme employées chez Renault. Elles vivent une histoire d'amour contrariée, le thème de l'homosexualité féminine et de sa visibilité dans les sociétés créoles est abordé.
- Ginette : concierge dans un immeuble haussmannien, elle adopte Ambrosia, perdue le jour de son arrivée en métropole et sans attaches à Paris. Elle s'attache à Ambrosia et l'accompagne dans les premiers instants de sa nouvelle vie loin de la Guyane.